# Susannah York
Susannah York, właśc. Susannah Yolande Fletcher (ur. 9 stycznia 1939 w Londynie, zm. 15 stycznia 2011 tamże) – brytyjska aktorka filmowa i teatralna.

## Życiorys
Była nominowana do Oscara za drugoplanową rolę w filmie Czyż nie dobija się koni? (1969) w reżyserii Sydneya Pollacka.
Zasiadała w jury konkursu głównego na 32. MFF w Cannes (1979).
Jej mężem w latach 1960–1976 był Michael Wells. Małżeństwo zakończyło się rozwodem. Para miała dwoje dzieci; syna Orlanda, który został aktorem, a także córkę Sashę.
Zmarła w londyńskim szpitalu w wyniku choroby nowotworowej.

## Filmografia
- Pieśni chwały (1960) jako Morag Sinclair
- Doktor Freud (1962) jako Cecily Koertner
- Przygody Toma Jonesa (1963) jako Sophie Western
- Oto jest głowa zdrajcy (1966) jako Margaret More
- Kalejdoskop (1966) jako Angel McGinnis
- Zabójstwo siostry George (1968) jako Alice „Childie” McNaught
- Och! Co za urocza wojenka (1969) jako Eleanor
- Czyż nie dobija się koni? (1969) jako Alicie
- Bitwa o Anglię (1969) jako Maggie Harvey
- Jane Eyre (1970) jako Jane Eyre
- Fergusonowie (1970) jako Hilary Dow
- X, y i zet (1972) jako Stella
- Obrazy (1972) jako Cathryn
- Złoto (1974) jako Terry Steyner
- Łut szczęścia (1975) jako Julia Richardson
- Honor pułku (1975) jako Marjorie Scarlett
- Wrzask (1978) jako Rachel Fielding
- Superman (1978) jako Lara, matka Supermana
- Znów zakochani (1980) jako Sue Lewis
- Przebudzenie (1980) jako Jane Turner
- Superman II (1980) jako Lara
- Alicja (1980) jako królowa Kier
- Żółtobrody (1983) jako lady Churchill
- Opowieść wigilijna (1984) jako żona Cratchita
- Mio mój Mio (1987) jako szwaczka
- Święty Patryk (2000) jako Concessa
- Goście (2003) jako Carolyn Perry
- Franklyn (2008) jako Margaret